# Hongkong na Zimowych Igrzyskach Olimpijskich 2006
Hongkong na Zimowych Igrzyskach Olimpijskich 2006 reprezentowała jedna zawodniczka. Był to drugi start reprezentacji Hongkongu na zimowych igrzyskach olimpijskich.

## Skład reprezentacji

### Short track
| Konkurencja   | Wiek | Zawodniczka | Kwalifikacje | Kwalifikacje | Ćwierćfinał | Ćwierćfinał | Półfinał | Półfinał | Finał | Finał   | Miejsce |
| Konkurencja   | Wiek | Zawodniczka | Czas         | Pozycja      | Czas        | Pozycja     | Czas     | Pozycja  | Czas  | Pozycja | Miejsce |
| ------------- | ---- | ----------- | ------------ | ------------ | ----------- | ----------- | -------- | -------- | ----- | ------- | ------- |
| Kobiety       |      |             |              |              |             |             |          |          |       |         |         |
| Han Yueshuang | 23   | 500 m       | 47.087       | 4.           | NQ          | NQ          | NQ       | NQ       | NQ    | NQ      | 24.     |
| Han Yueshuang | 23   | 1000 m      | 1:37.883     | 3.           | NQ          | NQ          | NQ       | NQ       | NQ    | NQ      | 18.     |
| Han Yueshuang | 23   | 1500 m      | 2:36.233     | 5.           | NQ          | NQ          | NQ       | NQ       | NQ    | NQ      | 24.     |